# Gräsfåglar
Gräsfåglar (Locustellidae) är en nyligen erkänd familj med små insektsätande sångare, som tidigare ingick i den idag uppdelade familjen sångare (Sylviidae). Familjen omfattar numera drygt 60 arter i elva släkten, med trivialnamnen sångare, smygsångare eller gräsfåglar. Familjen förekommer främst i Eurasien, Afrika och i den australiska regionen. 

## Utseende och ekologi
Fåglarna inom familjen är ganska små med lång stjärt. Deras fjäderdräkt är genomgående brunaktiga eller sandfärgade och de tenderar att vara större och smalare än cettiorna. Flera arter har kraftfulla mörka streck på vingar och/eller på undersidan. Flertalet lever i buskmarker och födosöker ofta genom att klättra genom tät undervegetation eller genom att förfölja bytet direkt på marken. De kanske utgör de mest marklevande av alla sångarna, och det finns evolutionära indikationer på att vissa taxa har börjat anpassa sig till att förlora flygförmågan, vilket är mycket ovanligt bland tättingarna.

## Systematik
Inom överfamiljen Sylvioidea ("sångare" med flera) är gräsfåglarna närmast besläktade med madagaskarsångarna (Bernieridae), en annan nyligen erkänd familj vars arter tidigare placerades i den idag uppsplittrade familjen sångare. Den amerikanska fågelarten donakobius (Donacobius atricapillus) har visat sig vara närbesläktad med arterna inom familjen gräsfåglar och placeras idag som den egna monotypiska familjen Donacobiidae i överfamilj Sylvioidea.
Sentida genetiska studier har kullkastat tidigare teorier om släktskapen mellan arterna i familjen och vilka arter familjen bör omfatta. De arter som traditionellt ansetts vara gräsfåglar var tidigare fördelade på följande släkten:
- Locustella – palearktiska fåglar som gräshoppsångare och starrsångare
- Bradypterus – afrikanska och asiatiska arter med trivialnamnet smygsångare
- Cincloramphus – två australiska så kallade lärksångare eller gräslärkor
- Megalurus – australiska gräsfåglar, men även den östasiatiska arten kilstjärtsångare
- Megalurulus – gräsfåglar i Melanesien, ibland även Trichocichla i Fiji
- Schoenicola – två säreget bredstjärtade gräsfåglar, med en afrikansk art och en i Indien

Även sex monotypiska arter inkluderades i gruppen: Elaphrornis på Sri Lanka, Chaetornis i Indien, Buettikoferella på ön Timor i Indonesien, Amphilais och Dromaeocercus på Madagaskar och Eremiornis i Australien.
En studie ledd av Per Alström från 2011 visade att de asiatiska medlemmarna av Bradypterus liksom den östasiatiska arten Megalurus pryeri egentligen var en del av Locustella. Vidare verkade de två Cincloramphus-arterna stå nära några Megalurus-arter och inkluderades därför i detta släkte, samt att Amphilais införlivades i det afrikanska Bradypterus. Oliveros et al (2012) fann att två släkten som traditionellt behandlats som timalior faktiskt är en del av familjen, Robsonius i Filippinerna och Malia på Sulawesi.
2018 återkom Per Alströms forskarlag med ytterligare en studie som visade att även Megalurus, Schoenicola och Bradypterus i begränsad mening var polyfyletiska släkten, liksom att Cincloramphus visserligen stod nära några Megalurus-arter, men inte typarten strimgräsfågel. De påvisade också att släktet Locustella i sin nya form egentligen består av två grupper som uppskattas ha separerats från en gemensam förfader för hela 15 miljoner år sedan. Författarna till studien rekommenderar därför att sex östasiatiska arter, bland annat starrsångaren placeras i ett eget nyskapat släkte, som de ger namnet Helopsaltes.
Utifrån Alström et al 2018 kan familjen omstruktureras i tre grupper enligt följande, där den andra och tredje är närmast släkt med varandra. Artgränser och släktesordning följer AviList:
- GRUPP 1: Filippinska gräsfåglar 
  - Robsonius – tre gräsfåglar i Filippinerna
- GRUPP 2: Smygsångare
  - Helopsaltes – sex östasiatiska arter, däribland den i Europa påträffade starrsångaren och ex-Megalurus pryeri
  - Locustella – 23 arter europeiska och asiatiska arter, med bland annat gräshoppsångare, vassångare och flodsångare, de asiatiska ex-Bradypterus, men även afrikanska bambusmygsångaren ("Bradypterus" alfredi)
- GRUPP 3: Gräsfåglar
  - Elaphrornis – ceylongräsfågeln på Sri Lanka
  - Schoenicola – typarten för släktet indisk gräsfågel samt den likaledes indiska arten  borstgräsfågel tidigare i Chaetornis
  - Catriscus – nytt släkte för arten med nya namnet solfjädersgräsfågel, tidigare afrikansk gräsfågel i Schoenicola
  - Megalurus – numera med endast typarten strimgräsfågeln
  - Bradypterus – tolv afrikanska gräsfåglar, inklusive Amphilais men även Dromaeocercus, dock inte "Bradypterus" alfredi.
  - Poodytes – fem, varav en utdöd, huvudsakligen i Australien och Nya Zeeland, tidigare i Megalurus och Eremiornis
  - Malia – monotypiska malian på Sulawesi i Indonesien
  - Cincloramphus – tolv arter, inkorporerar även Megalurulus, Trichocichla och Buettikoferella samt ett par före detta Megalurus-arter